# Hrabstwo Saline (Kansas)

Piramida wieku hrabstwa

Hrabstwo Saline – hrabstwo położone w USA w stanie Kansas z siedzibą w mieście Salina. Założone 15 lutego 1860 roku. Nazwa pochodzi od Saline River.

## Miasta
- Salina
- Solomon
- Assaria
- Gypsum
- Brookville
- Smolan
- New Cambria

## CDP
- Falun
- Kipp

## Sąsiednie Hrabstwa
- Hrabstwo Ottawa
- Hrabstwo Dickinson
- Hrabstwo Marion
- Hrabstwo McPherson
- Hrabstwo Ellsworth
- Hrabstwo Lincoln